# Tisus
Test i svenska för universitets- och högskolestudier (TISUS) – egzamin państwowy, sprawdzający znajomość języka szwedzkiego na poziomie C1 (według kryteriów Rady Europy) i uprawniającym do podjęcia studiów wyższych w Szwecji. Egzamin składa się z trzech części:
- Czytania
- Pisania
- Mówienia

Uzyskana ocena z egzaminu może być dwojaka: zdany (godkänd) albo niezdany (underkänd).